# Test della Navetta di Léger
Il Test della Navetta di Léger, conosciuto anche come multi-stage fitness test, bleep test, beep test, pacer test, Leger-test o 20-m shuttle run test, è impiegato da allenatori e preparatori atletici per stimare il VO2max (massimo consumo di ossigeno) di un atleta e lo strumento principalmente usato è chiamato metronomo.
Il test è particolarmente adatto per sport come il cricket, il calcio, rugby, hockey, pallamano, tennis, squash e per fitness test nelle scuole e nei college; è impiegato da molte squadre professionistiche internazionali come un accurato test di fitness cardiovascolare.
Il test è stato creato da Luc Léger, dell'Università di Montréal e pubblicato nel 1983, A Maximal Multistage 20m Shutle Run Test to predict VO2max ed è stato ripubblicato sullo European Journal of Applied Physiology (vol 49 pp 1–12) nel 1988 nella sua forma attuale sotto il nome di Multistage 20-m shuttle run test for aerobic fitness.

## Svolgimento
L'atleta deve correre fra due coni distanti 20 metri l'uno dall'altro secondo una cadenza sincronizzata con una musicassetta, un CD o un software, che emette un segnale sonoro a intervalli preimpostati. Al momento dell'inizio della prova, ovvero al primo segnale sonoro della registrazione, l'atleta dovrà iniziare a correre e raggiungere il cono opposto entro il secondo avviso sonoro, a questo punto dovrà ritornare al cono di partenza entro il suono del segnale sonoro successivo, e così via. Mentre il test procede, l'intervallo fra ogni successivo segnale sonoro si riduce, obbligando l'atleta ad incrementare la propria velocità nel corso del test, fintanto che gli sia possibile mantenere la sincronia con la registrazione. È ammesso non raggiungere il cono entro l'avviso sonoro, ma solo nel caso in cui entro il successivo si riesca a coprire la distanza rimanente (massimo 1 metro) e il tragitto successivo.
La registrazione è tipicamente strutturata in 21 livelli, ciascuno dei quali dura circa 62 secondi. Di solito, l'intervallo fra i segnali sonori è calcolato richiedendo una velocità iniziale di 8,5 km/h, aumentando poi di 0,5 km/h ogni livello seguente. Il passaggio da un livello al seguente è segnalata da 3 segnali sonori ravvicinati più il segnale sonoro di arrivo al corrispettivo cono.

## Tempi e valutazione
Il tempo tra un suono e il successivo decresce in base al livello; alla partenza (livello 1) corrispondono 7 fasi da percorrere in 8,5 secondi ciascuno; ad ogni livello c'è una diminuzione del tempo di percorrenza con conseguente aumento di velocità, sino ad arrivare al 21º e ultimo livello che prevede 16 fasi da 3,75 secondi.
Per quanto concerne la valutazione del test per la determinazione della VAM (massima velocità aerobica) si verifica la velocità nell'ultimo periodo completato; conseguentemente è possibile ricavare la VO2max:
{\displaystyle VO_{2}max=5,857\times V(km/h)-19,458}